# 3-هكساين
3-هكساين هو مركب عضوي هيدروكربوني من الألكاينات، صيغته الكيميائية C6H10، ويوجد على شكل سائل عديم اللون في الشروط القياسية.

## التحضير
يمكن أن يحضر المركب من تفاعل بوتينيد الصوديوم مع برومو الإيثان.

## الخواص
يوجد المركب في الشروط القياسية على شكل سائل عديم اللون، يتميز بالتطايرية وبقابليته للاشتعال. لا يمتزج 3-هكساين مع الماء، لكنه يمتزج مع المذيبات العضوية مثل ثنائي إيثيل الإيثر.
يتميز المركب بأنه متناظر بنيوياً، حيث تقع الرابطة الثلاثية في منتصف السلسلة الكربونية، وذلك على غرار ألكاينات أخرى مثل 2-بوتاين و4-أوكتاين و5-ديكاين.